# Santa Ana (Nueva Esparta)
Santa Ana es una población de la isla Margarita, Estado Nueva Esparta, Venezuela. Fue fundada en 1530, esta población es capital del municipio Gómez y es una de las catorce ciudades patrimoniales de Venezuela; se encuentra en la vía de La Asunción a Juangriego. Las poblaciones más cercanas son: El Cercado, La Vecindad, Las Gamboas, Tacarigüa y Pedro González.
Santa Ana tiene un clima suave (27 °C / 30 °C) favorecido por su cercanía al pie del macizo montañoso de "El Tamoco". Es una población pequeña que es historia, cultura y tradición de la idiosincrasia Margariteña y Nortera.

## Historia
La población de Santa Ana, anteriormente llamada Villa del Norte, fue fundada alrededor de 1530 por el Capitán Diego Vásquez Coronado por mandato de la gobernadora Aldonza Manrique.
El 26 de diciembre de 1783 nace Francisco Esteban Gómez el héroe de Matasiete, militar de destacada participación en la defensa de la isla de Margarita durante la invasión española liderada por el pacificador Pablo Morillo.
El Congreso de la República le otorgó el título de Villa en 1811, el cual le fue ratificado por El Libertador en 1816. 
En la Iglesia de Santa Ana se realizó el 6 de mayo de 1816 una Asamblea de Notables en la cual se proclama la Tercera República de Venezuela como una nación única e indivisible, se establece el Gobierno Provisional de la República, se reconoce al General Simón Bolívar como Jefe Supremo de la República, se nombra al General Santiago Mariño segundo en el mando, se realizan diversos ascensos militares y Bolívar firma la derogación del Decreto de Guerra a Muerte de 1813.  Dentro de la Iglesia se encuentra la silla donde se sentó el General Bolívar y los restantes ilustres que participaron en la asamblea.

## Turismo
Santa Ana es una de las catorce ciudades patrimoniales de Venezuela. La ciudad tiene como mayor atractivo turístico la iglesia de Santa Ana, una estructura construida en 1749 por los franciscanos junto a otras iglesias y poblaciones importantes de Margarita entre siglo XVII y el siglo XVIII. Esta iglesia se hizo con la cooperación de margariteños y españoles en un acto de catolicismo y amistad conjunta. A un costado de la entrada de la Iglesia de Santa Ana está la estatua pedestre a tamaño natural de Simón Bolívar.  En la casa parroquial de esta iglesia vivió el General Juan Bautista Arismendi, y contrajo allí matrimonio con Luisa Cáceres de Arismendi. El museo de la casa natal de Francisco Esteban Gómez y la plaza Gómez.

## Galería

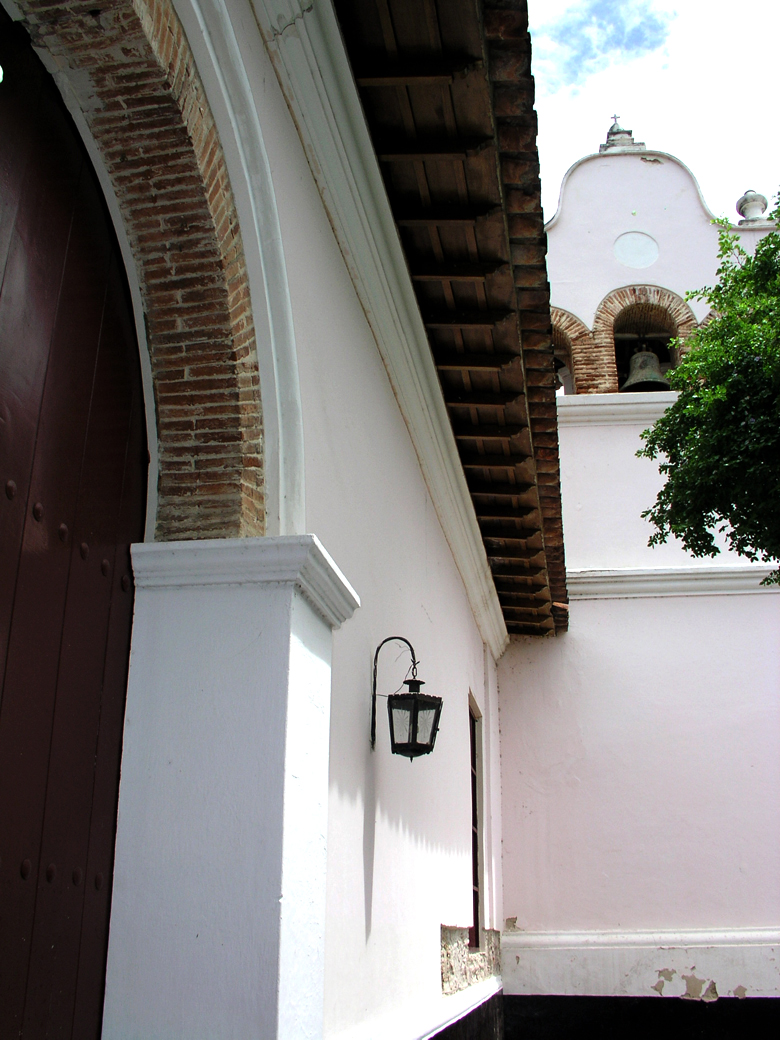
Iglesia de Santa Ana.

- Datos: Q3472563
- Multimedia: Santa Ana, Nueva Esparta / Q3472563